# کتابخانه آزاد ایمز

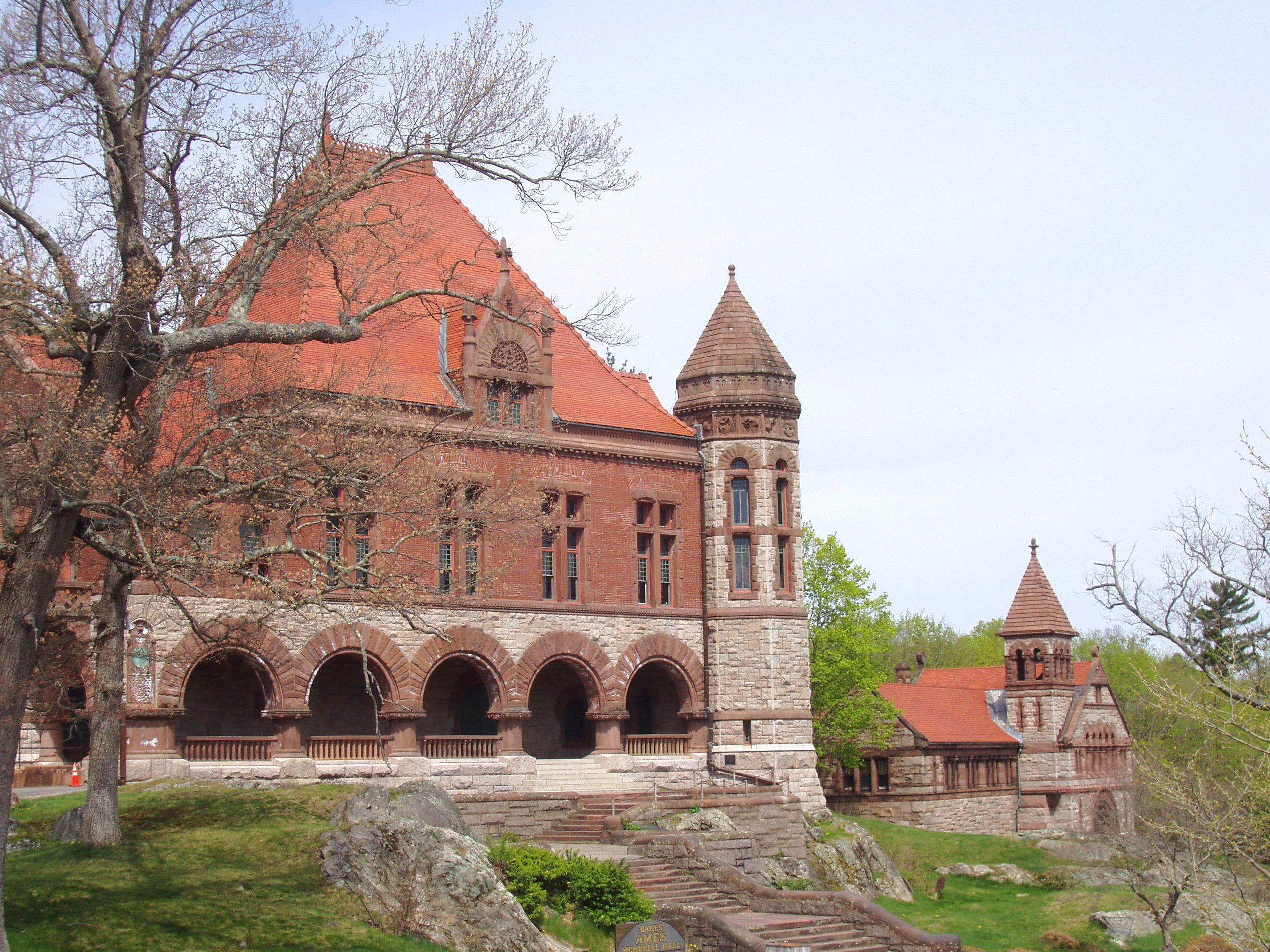

کتابخانه آزاد ایمز (Ames Free Library) تأسیس ۱۸۷۷ میلادی نام یک کتابخانه عمومی در ایالت ماساچوست است.
اهمیت این کتابخانه از لحاظ سبک معماری آن است که شهرت دارد. این کتابخانه از لحاظ محبوبیت بر طبق نظر موسسه معماران آمریکا در رتبه ۵۸ قرار دارد.
معمار این بنا هنری هابسون ریچاردسون است.

## نگارخانه

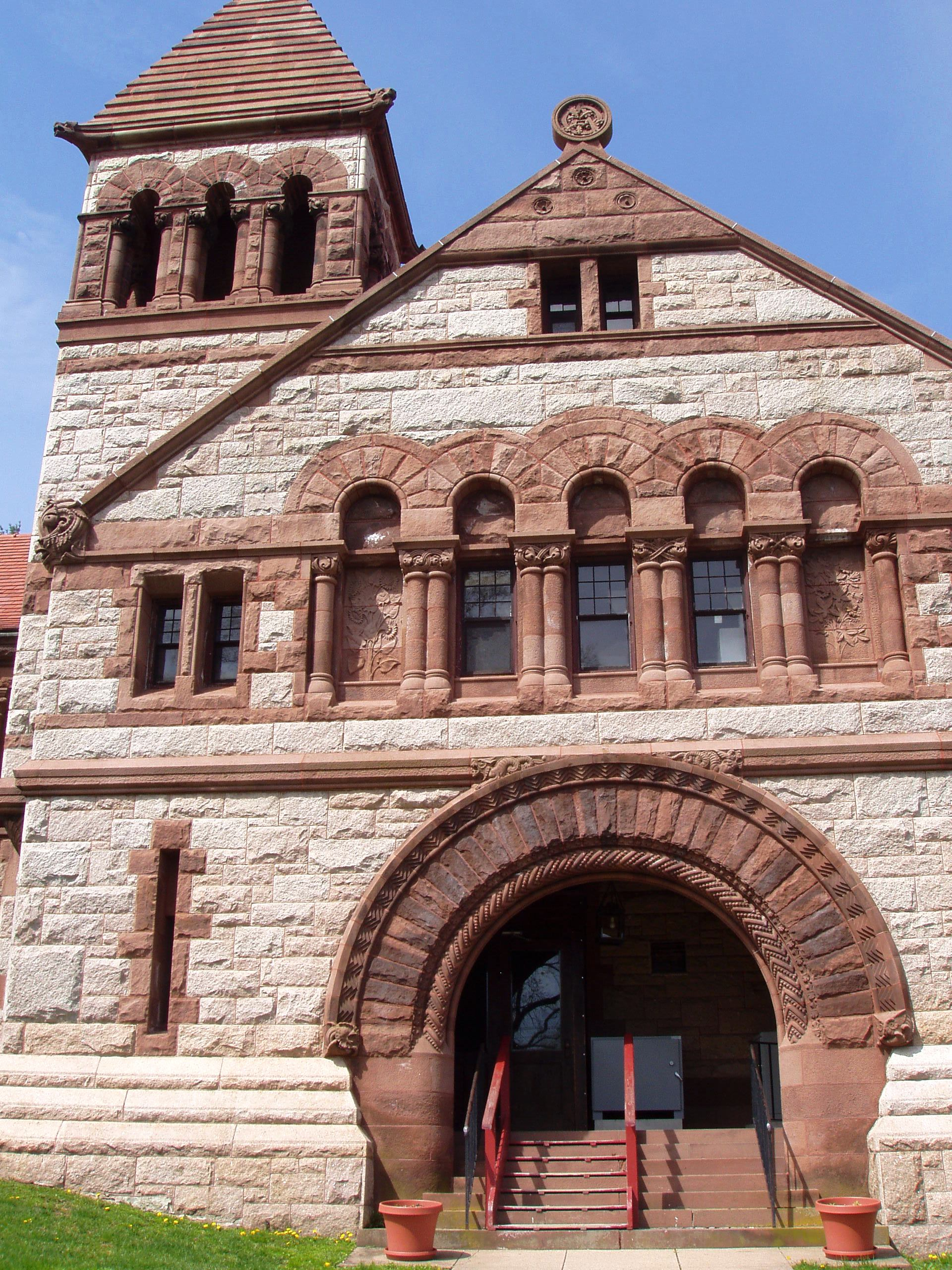
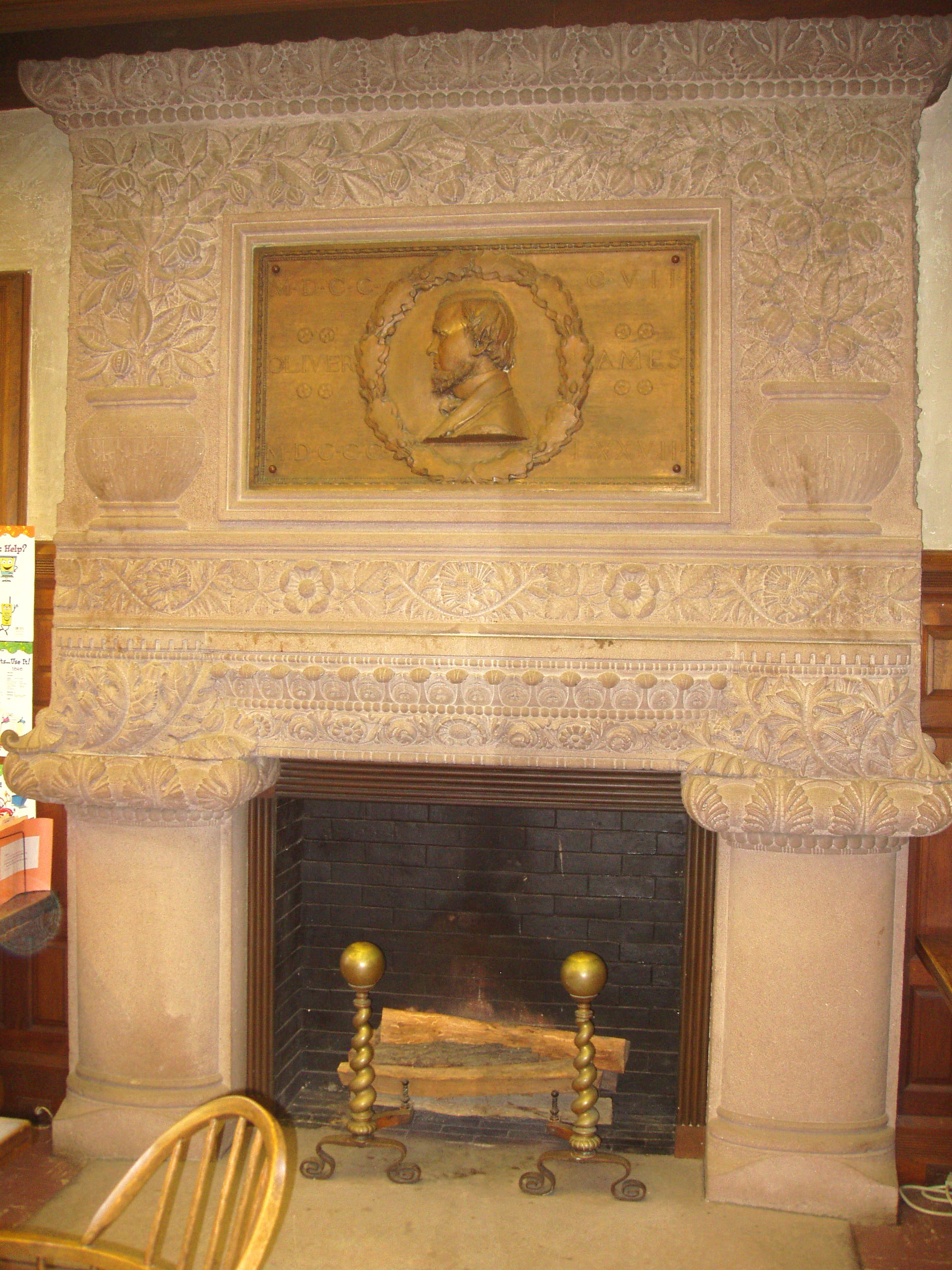
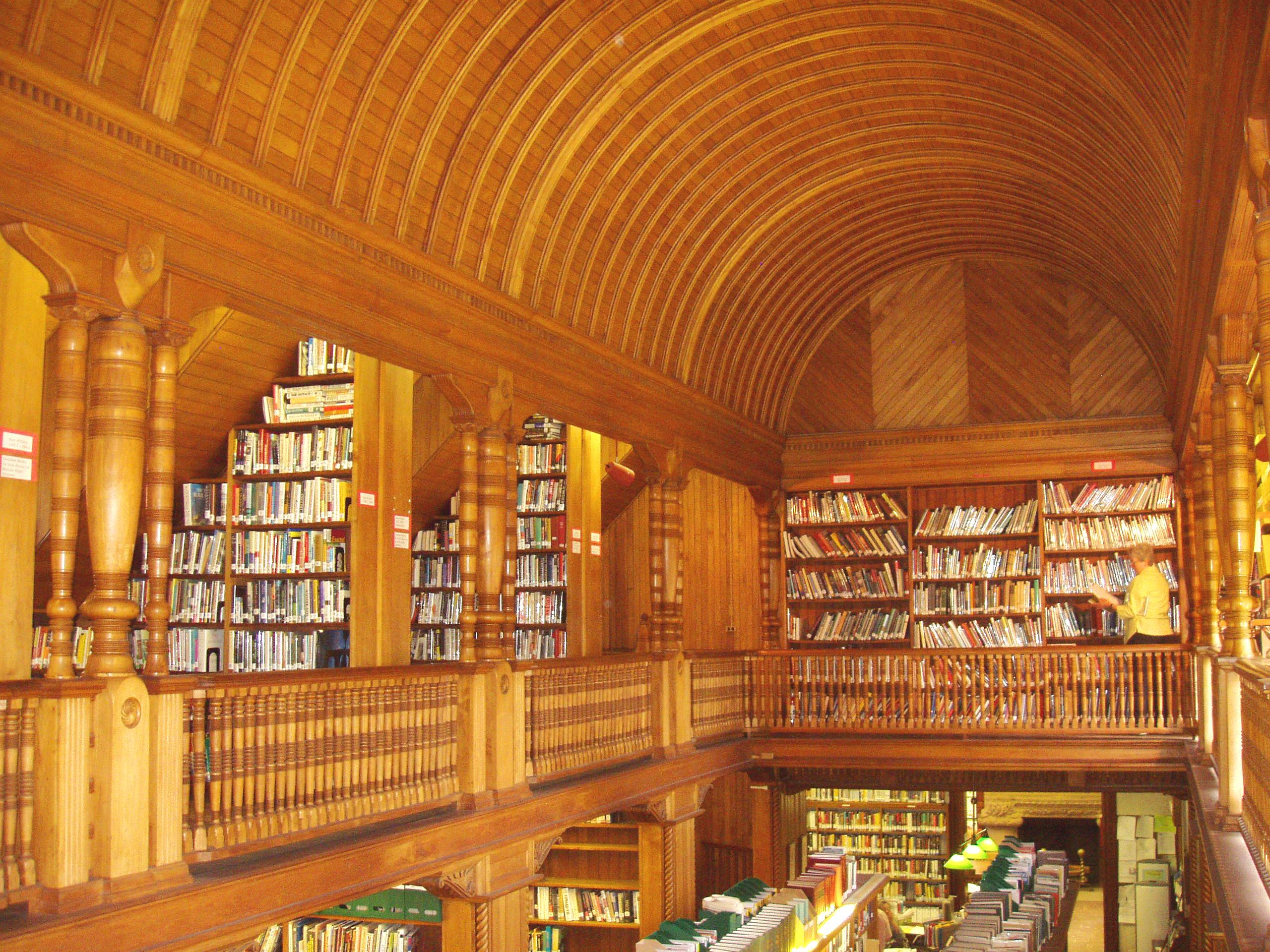
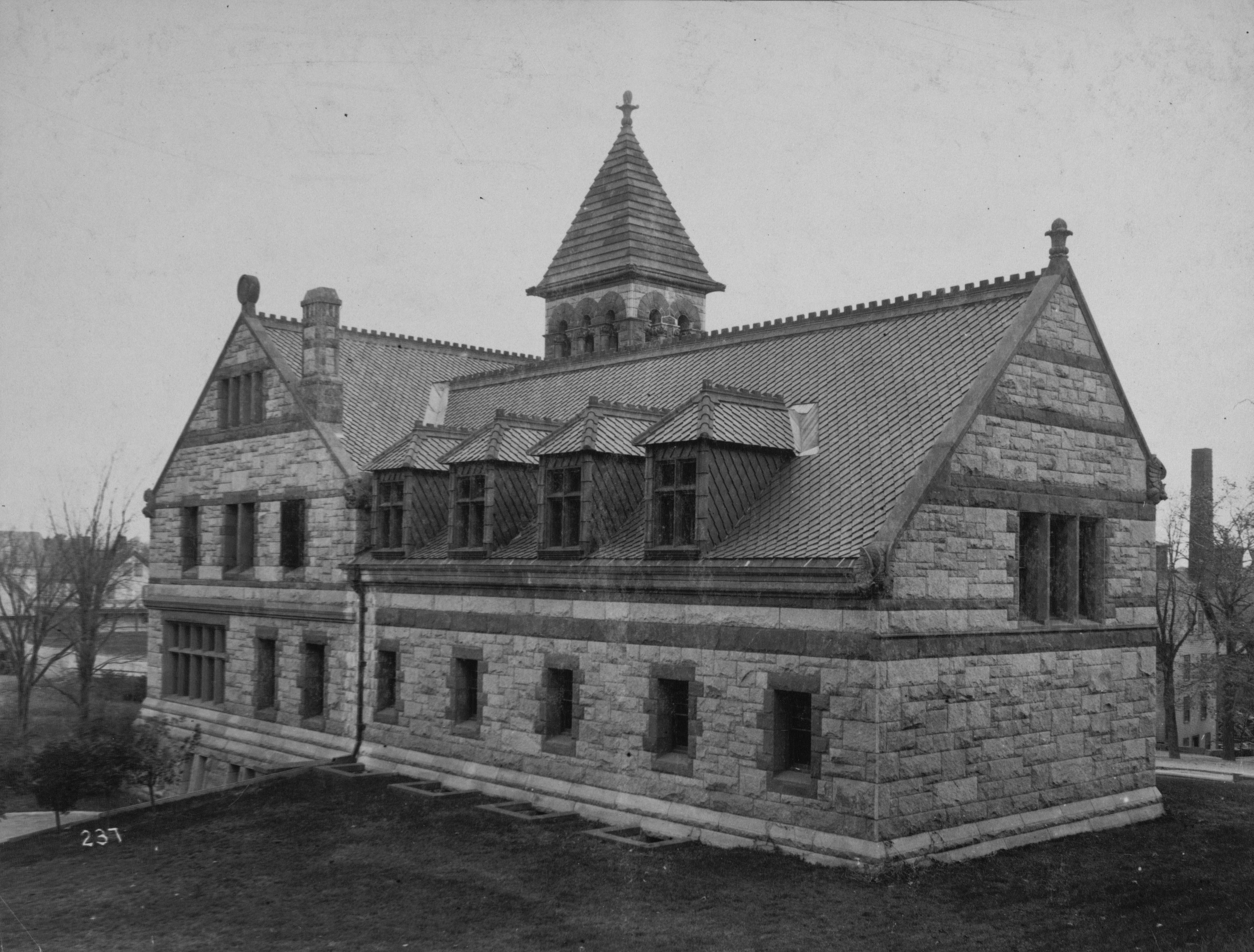